# Comenda 2 de Julho
A Comenda 2 de Julho é a mais alta honraria concedida pela Assembleia Legislativa da Bahia, atribuída a personalidades que contribuíram para o desenvolvimento político e administrativo estadual e nacional, e a luta em defesa das liberdades do povo da Bahia.
Foi criada em 1999 e traz no nome a denominação da data da Independência da Bahia, que ocorreu em 2 de Julho.

## Pessoas agraciadas
Lista das pessoas agraciadas até 06/2024:
- Ademar Delgado das Chagas
- Alberto Armando Batista Gaspar
- André Marcelo Sprogenski
- Andréa Schwarz de Senna Moreira
- Anilton Bastos Pereira
- Antônio Eliseu Zuqueto (Dom)
- Argenildo Fernandes dos Santos
- Carlos Jehovah Brito Leite
- Celene Maria de Oliveira Santos
- Cícero Félix dos Santos
- Claudevane Moreira Leite
- Cláudia Oliveira
- Clóves Rocha Oliveira
- Colbert Martins
- Dalva Mercês Barreto
- Edigar Evangelista dos Anjos (Edigar Mão Branca)
- Edilberto Araújo Amorim
- Edmundo Reis[3]
- Émerson Pinto de Araújo
- Erivaldo Santos Oliveira
- Faustino de Almeida Cunha
- Geraldo Simões
- Helenilson Jorge de Almeida Chaves
- Herzem Gusmão
- Humberto Leite
- Irmã Rosa Aparecida (Marlene Borges Ribeiro)
- Isaac Cavalcante de Carvalho
- Ismael dos Reis Filho
- João Bastos Colaço Dias
- João Bosco Bittencourt
- João Durval Carneiro
- Jodilton Oliveira Sousa
- Jonas Pereira de Lima
- Jorge Khoury Hedaye
- José de Abreu[4]
- José Ronaldo
- Joseval de Souza Andrade
- Juçara Feitosa de Oliveira
- Julio Croda[5]
- Lay Alves Ribeiro (Irmã Cristina)
- Lélia Vitor Fernandes de Oliveira
- Luiz Caetano
- Luiz de Deus
- Maria da Conceição Borges Ferreira
- Mário Negromonte
- Maurício Foltz Cavalcanti
- Moacyr Costa Pereira de Andrade
- Patricia Tereza Vaz Boechat
- Pedro Alcântara
- Rafael Ernane Almeida Andrade
- Rafson Saraiva Ximenes
- Raimundo Lucena Maciel
- Rogério Queiroz[3]
- Rosalino dos Santos Almeida
- Tude
- Ubiratan Lucas Rocha Matos (Bocão)
- Wellington Ribeiro Silva (Tom)